# John Sterling (deportista)
John Sterling (Altus, 15 de septiembre de 1964) es un exjugador de fútbol americano que jugó como running back para los Green Bay Packers en la National Football League (NFL). Jugó en dos partidos con los Packers durante la temporada 1987 de la NFL como jugador de reemplazo después de que la National Football League Players Association (NFLPA) se declarara en huelga durante 24 días. Sterling jugó fútbol americano universitario para la Universidad de Oklahoma Central, donde fue nombrado All-American con mención de honor por la National Association of Intercollegiate Athletics (NAIA) en 1987.

## Primeros años y universidad
John Sterling nació el 15 de septiembre de 1964 en Altus, Oklahoma. Se graduó de Altus High School antes de asistir a la Universidad de Oklahoma Central, donde jugó como running back para el equipo de fútbol americano Central Oklahoma Bronchos. Durante la primera temporada y media de Sterling con los Bronchos, vio un tiempo de juego limitado. Sin embargo, a mitad de la temporada de 1985 asumió como titular. Ese año fue el segundo líder corredor del equipo y anotó nueve touchdowns. Durante la temporada de 1986, estableció un récord personal en yardas en un juego, corriendo para 213 yardas y tres touchdowns contra la Universidad Cristiana de Abilene. Sterling se destacó por su velocidad, y sus entrenadores creían que le daba la oportunidad de seguir jugando al fútbol profesionalmente. En 1987, Sterling recibió una mención de honor en el equipo NAIA All-American después de correr para 879 yardas en 122 acarreos durante la temporada.

## Carrera profesional
Sterling no fue seleccionado en el draft de la NFL de 1987. Firmó con los Green Bay Packers pero fue liberado poco antes del inicio de la temporada 1987 de la NFL. Después de la segunda semana de la temporada, la NFLPA se declaró en huelga. La tercera semana de la temporada fue cancelada, pero las semanas 4, 5 y 6 se jugaron con jugadores de reemplazo. Sterling volvió a incorporarse a la plantilla de los Packers el 10 de octubre como jugador de reemplazo, el día antes del partido de la semana 5 contra los Detroit Lions. Antes de firmar con los Packers, Sterling también estuvo en el equipo de reemplazo de los Denver Broncos. Jugó dos partidos para los Packers, corriendo cinco veces para 20 yardas.